# 적색공포

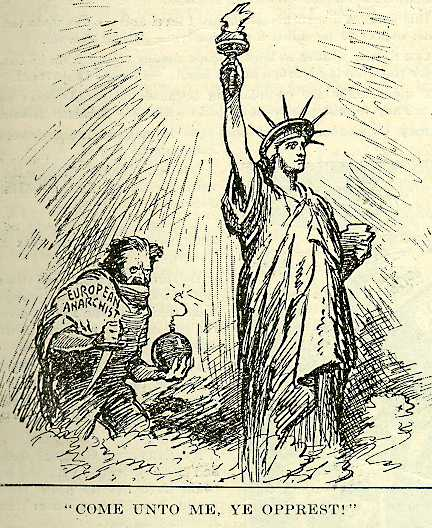
유럽의 한 무정부주의자가 자유의 여신상을 파괴하려는 모습(1919)

적색공포(赤色恐怖, 영어: Red Scare 레드 스케어[*])는 미국 역사에서 강한 반공 시기였던 1917년부터 1920년까지, 또 1947년부터 1957년까지 두 차례에 걸쳐 나타났다. 이는 '진실한 미국인(real American)을 보호하려는 목적에서 공산주의, 무정부주의, 급진주의, 노동조합주의, 기타 '비미국적(un-American)사상과 행위에 대한 전(全) 국민적 공포 히스테리 열풍으로 정의할 수 있다. 제1차 적색공포는 노동혁명과 정치적 급진주의에 관한 것이었으며 제2차 시기에는 국내외 공산당원들의 연방정부침입을 중점적으로 다루었다.

## 제1차 적색공포(1917-1920)
1차 적색공포는 1917년 러시아 볼셰비키 혁명 이후와 제1차 세계대전(1914-18) 중에 시작되었다. 무정부주의자와 좌익의 정치적 폭력과 사회적 불안으로 현존하는 사회적·정치적 긴장이 악화되었다. 보수주의 신문사들은 이러한 정치적 두려움을 (급진적 무정부주의 다수가 대중적 빈곤에 대한 답이라고 여겨졌기 때문에) 외국인 혐오증으로 악화시켰다. 게다가, 세계산업노동자연맹(the Industrial Workers of the World 또는 IWW)이 1916, 1917년 몇 번의 노동자파업을 초래했는데 언론은 이를 미국 사회의 급진적 위협이라고 표현했다. 즉, 보수주의 언론사들이 합법적 노동자파업을 “사회에 어긋나는 범죄”나 “정부타도의 음모” 또는 “공산주의 수립 계획”이라고 잘못 전한 것이다. 1918년 토마스 우드로 윌슨 대통령이 탐탁지 않은 정치적 인물들을 강제 추방함으로써 전시의 사기를 지키기 위해 반(反)이민, 반 무정부주의 1918 치안 법을 입법하도록 미의회에 압력을 가했다.적색공포는 미국국민의 전후 사회의 불안요인에 대한 참을 수 없는 반응에서 나온 ‘정상’을 향한 일종의 “부흥운동”이며 보수적 지배계층은 미국국민들의 심리적 공허감을 이용해 ‘비미국적 요소’를 가진 모든 개인과 집단들을 새로운 적으로 만들어 이들에 대한 두려움과 불관용으로‘적색공포’를 조장해낸 것이다.

## 제2차 적색공포(1947-1957)

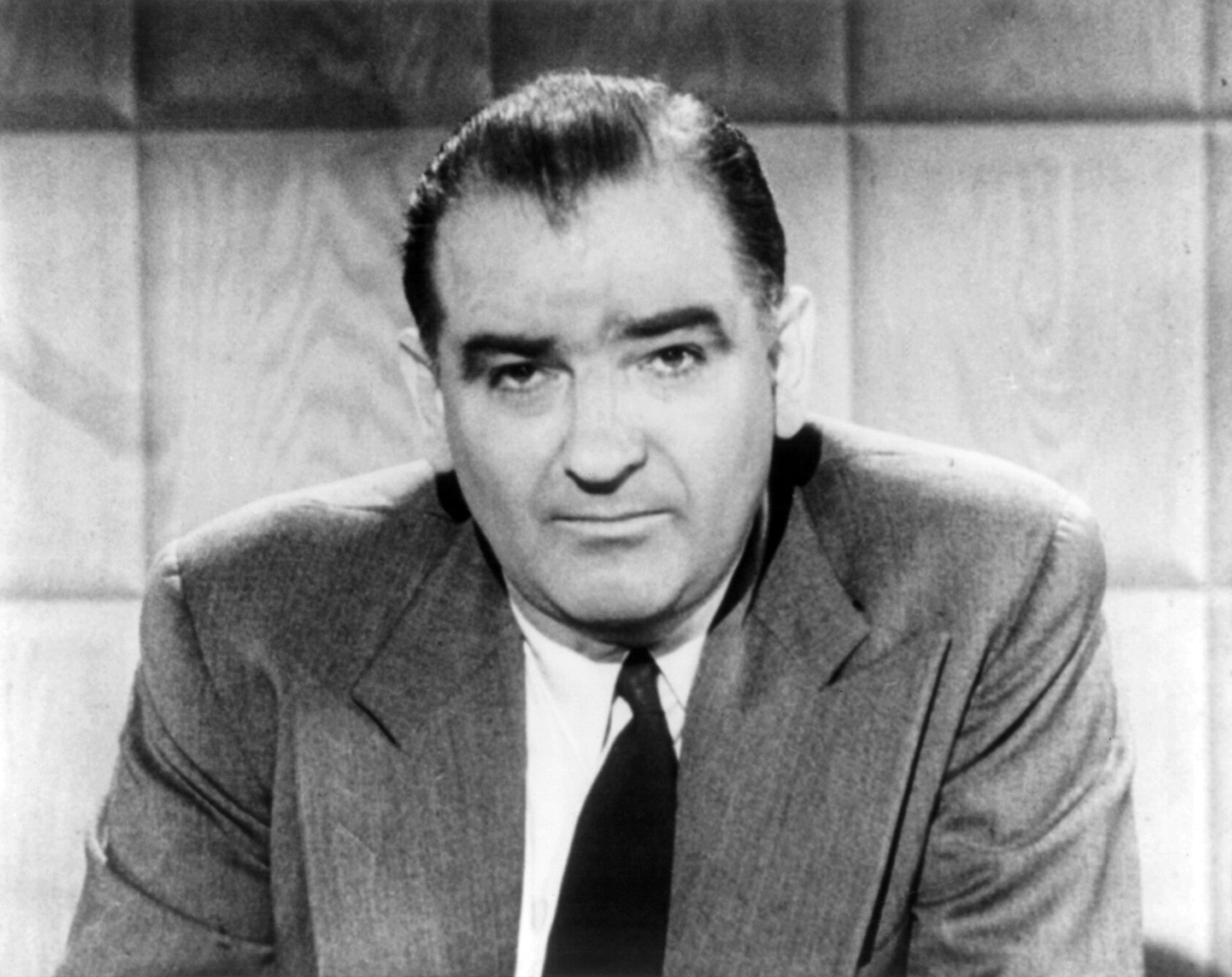
조지프 매카시 - 상원의원이자 매카시즘의 창시자.

제2차 적색공포는 제2차 세계대전(1939-45)이후에 일어났으며, 또 소비에트 동부 유럽과, 베를린 봉쇄(1948-49), 국공 내전(1946-50), 한국전쟁(1950-53)의 결과로 나타난 공산당 스파이 활동에 대한 대중적인 공포감의 확대와 함께 생겨났다. 공포로 인해 공산주의자 탄압과 블랙리스트가 야기되었다.

### 반공주의 공포의 내부적 요소
에델 로젠버그와 줄리우스 부부가 미국의 원자탄 제조 기밀을 소련으로 유출시킨 스파이 행위와 동유럽의 철의 장막(Iron Curtain), 특히 소비에트 연방의 원자폭탄 실험은 미국인들을 경악시켰다. 이는 미국의 안전이 위협받을 지도 모른다는 여론을 자극했고, 곧이어 소련의 미국 원자탄공격과 미국 공산당(CPUSA)에 대한 두려움으로 이어졌다. 캐나다에서는 1946년 Kellock-Taschereau 위원회는 RDX, 레이다와 다른 무기들을 다루는 극비문서가 미국 내 스파이행위로 소련 정부에 넘겨진 후 첩보활동을 조사하기도 했다. 비미활동위원회(the House Committee on Un-American Activities 또는 HUAC)에서는 미국공산당 전 조직원이자 소련의 스파이였던 엘리자베스 벤틀리와 휘태커 챔버스가 제2차 세계 대전 이전부터 연방정부 고위직에 소련간첩과 공산당원이 침투해 있다고 제보했다. 1949년 국민당이 국공 내전에서 중국 공산당에게 패해 타이완으로 도망친 사건과 중화인민공화국 수립, 그 후 미국에 의존하고 있던 한국 내 한국전쟁의 중국의 개입으로 공산주의에 대한 공포는 더욱 확산되었다.

### 역사
1930년대 미국 사회에 공산주의가 지식 계급과 지도자 층 사이에 매혹적인 경제 이념으로 떠오르더니 1939년에는 미국 공산당에 약 50,000 여명이 가입하게 된다. 1940년 유럽에서 시작된 제2차 세계대전 직후 미국 의회는 외국인등록법(Alien Registration Act 또는 Smith Act)을 성립하였다. 이 법률은 주로 공산당 활동을 규제하기 위한 것일 뿐 아니라 독일-미국 연합(German-American Bund)과 같은 우파세력의 정치적 위협에 대처하기 위한 것이기도 했다. 1941년 나치 독일의 소비에트 사회주의 공화국침략 이후 미국 공산당은 전쟁 운동에 해가 되는 노동자 파업에 대항하고 군사적이고 공격적인 미국 정책을 지지하는 주전(主戰)적 공식 입장을 취했다. 얼 브라우더 의장은 “공산주의는 20세기 미국주의”라는 슬로건을 내세우며 미 공산당의 통합을 정치적 추세에 가담하도록 선전했다. 반면, 트로츠키 사회주의노동자연합(Trotskyist Scocialist Workers Party)은 미 참전에 반대하고 노동자 파업과 전쟁 산업까지 지지하였다. 이 이유로 제임스 케논(James P. Cannon)과 다른 사회주의노동자연합 지도자들은 스미스 법에 따라 유죄 판결을 받았다. 1947년 3월에는 해리 S. 트루먼(Harry S. Truman) 전 미 대통령은 대통령령 제9835호(Executive Order 9835)를 서명해 “연방 피고용인 충성 프로그램”을 제작해 연방정부 피고용인의 “미국주의”를 결정하고 비미국적(un-American)으로 여겨지는 부류들을 제외하도록 권하는 정치적 충성 윤리 위원회를 세웠다. 비미활동위원회와 조지프 매카시(Joseph McCarthy)상원의원의 위원회는 “미국인 공산당”과 그들의 스파이 활동과 선전 등의 조사를 지휘했다.

## 같이 보기
- 공산주의
- 자본주의
- 볼셰비키 혁명
- 할리우드 블랙리스트
- 미국 공산당
- 조지프 매카시
- 매카시즘
- 레드 컴플렉스 (한국어식 영어)
- 라벤더 공포

## 참고 문헌
1. ↑  김형곤, 미국의 적색공포: 1919-1920, (서울:역민사, 1996)
2. ↑  Anthony F. C. Wallace, “Revitalization Movements,” American Anthropologist 58 (April, 1956), pp. 264-281
3. ↑  Canada. The report of the Royal Commission appointed under Order in Council P. C. 411 of February 5, 1946 to investigate the facts relating to and the circumstances surrounding the communication, by public officials and other persons in positions of trust, of secret and confidential information to agents of a foreign power, June 27, 1946. Ottawa : E. Cloutier, Printer to the King, 1946.